# James Bond (mediafranchise)

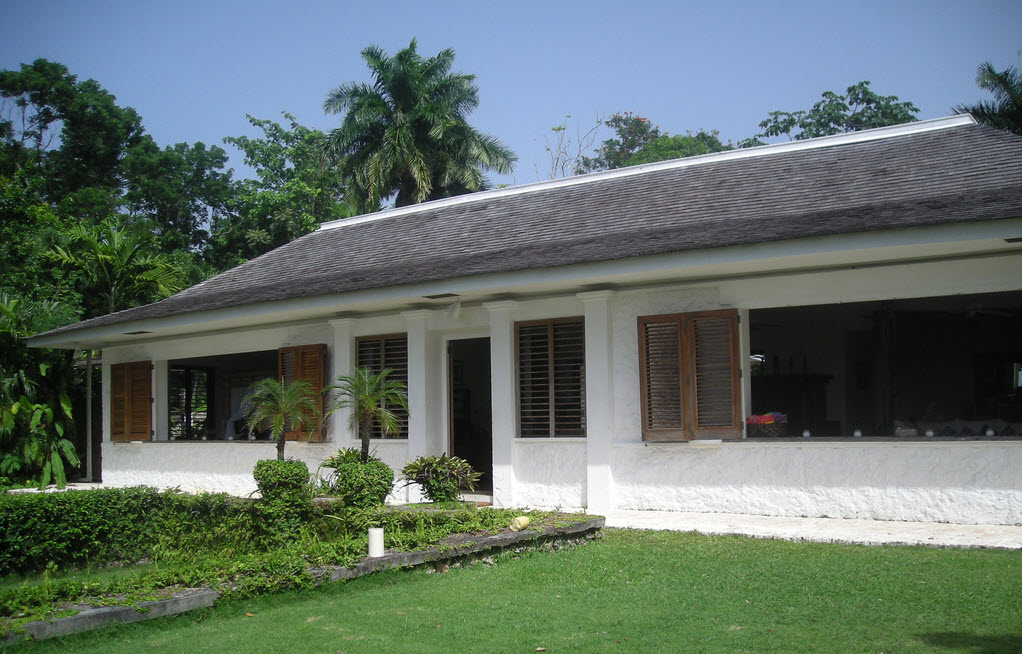
Goldeneye Estate op Jamaica, waar Fleming alle Bond-boeken schreef.

James Bond is de mediafranchise rondom de gelijknamige agent van de Secret Intelligence Service, een fictief personage bedacht door de Britse schrijver Ian Fleming, die hem in twaalf romans en twee verhalenbundels liet figureren. Het eerste boek was Casino Royale, dat in 1953 verscheen en een jaar later door CBS voor televisie bewerkt werd. In 1962 kwam de eerste Bondfilm uit – Dr. No, met Sean Connery als Bond – wat het begin was van een van de succesvolste filmreeksen aller tijden. Na het overlijden van Fleming in 1964 zijn er door acht verschillende auteurs ruim dertig geautoriseerde Bondromans geschreven, waaronder enkele romantiseringen van Bondfilms. Verder zijn Bondverhalen bewerkt tot hoorspelen en strips, en zijn er videospellen rondom de fictieve Britse geheim agent gemaakt.
Inmiddels bestaat de filmreeks, tot No Time to Die geproduceerd door EON Productions, uit vijfentwintig films. Daarnaast zijn twee films door andere productiemaatschappijen uitgebracht. Belangrijke elementen in de films zijn de auto's, wapens en gadgets die Bond krijgt van de Q Branch. De bekendste Bond-auto is de zilvergrijze Aston Martin DB5, die zijn debuut maakte in Goldfinger (1964). Verder spelen de bondgirls een belangrijke rol. De meest recente film kwam uit in 2021, met Daniel Craig als James Bond. Hij is de zesde acteur die Bond speelt in de EON-serie.
In februari 2025 werd bekend dat Amazon de creatieve rechten overnam van de franchise. De volgende Bondfilm wordt daarmee voor het eerst niet door iemand van de familie Broccoli (mede-)geproduceerd. Amy Pascal en David Heyman nemen namens Amazon deze taak op zich. In juni 2025 werd bekendgemaakt dat Denis Villeneuve de 26e Bond-film zou regisseren.

## Personages

### James Bond

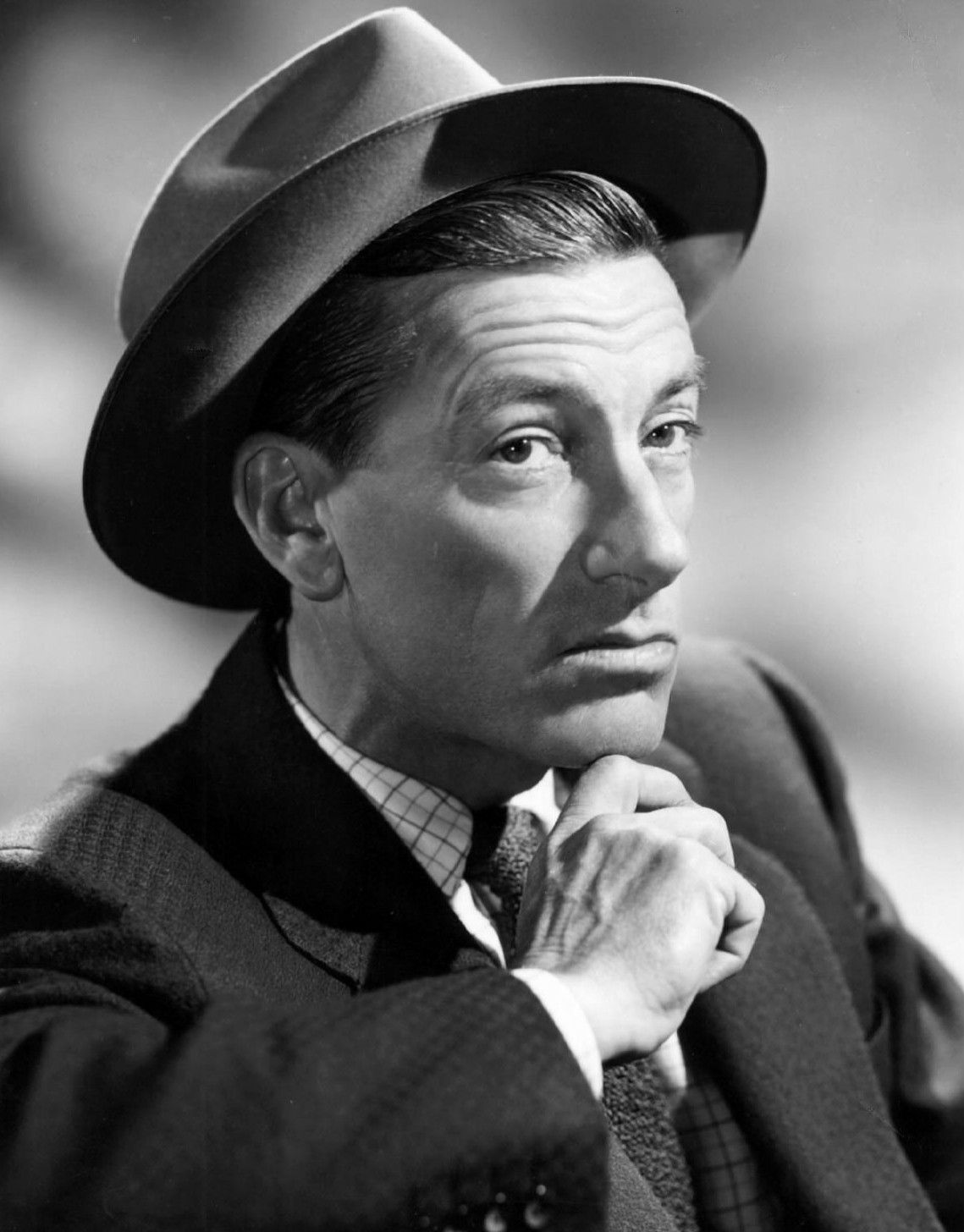
De muzikant Hoagy Carmichael – zoals Bond er volgens Fleming zelf uitzag.

Flemings James Bond is spion in dienst van de MI6 van het Verenigd Koninkrijk. Het personage is gebaseerd op verschillende mensen die Fleming tijdens de oorlog heeft ontmoet binnen het leger en de inlichtingendienst, zoals Conrad O'Brien-ffrench, Patrick Dalzel-Job, Wilfred Dunderdale en Peter Tazelaar. Fleming heeft ook weleens verwezen naar de Britse meesterspion Sidney George Reilly.
Fleming gaf zelf aan dat Bond een moderne held is en de persoon was die hij zelf had willen zijn. Onfeilbaar, een uitmuntende versierder, iemand die altijd wint, altijd de juiste dingen zegt en die bij alles vooraan staat. Bond is geen sympathiek persoon met de nodige vervelende eigenschappen maar iemand die alles voor zijn vaderland over heeft. Fleming wilde graag een onopvallende naam voor zijn personage. Hij was een vogelaar, en toen hij het vogelboek Birds of the West Indies (1936) van de ornitholoog James Bond tegenkwam wist hij dat dit de juiste naam was. Bond heeft een vergunning om te doden maar volgens Fleming is dat niet bijzonder. Onder bepaalde omstandigheden kan elk hoofd van een geheime operatie beslissen om een tegenstander te doden. Wel heeft ook Bond moeite met het steeds maar weer doden van mensen. Hij is dus niet alleen hard maar heeft ook een gevoelige kant.

### Nevenpersonages
Rondom James Bond zijn in de loop der jaren vele nevenpersonages geïntroduceerd, zowel bondgenoten als tegenstanders. De meeste tegenstanders komen in niet meer dan één verhaal of film voor. Het personage Ernst Stavro Blofeld van de fictieve terroristische organisatie SPECTRE is hier de voornaamste uitzondering op.

## Boeken

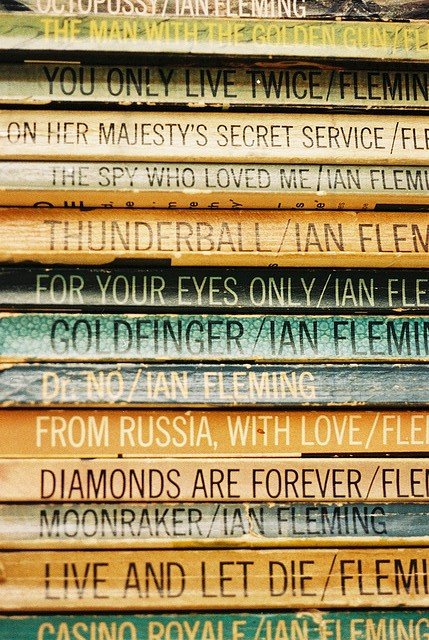
James Bond paperbacks

Fleming had het grootste deel van de Tweede Wereldoorlog een bureaubaan. Hij was bij veel geheime operaties betrokken geweest, maar had er zelf slechts beperkt aan deelgenomen. Het had hem naar eigen zeggen wel genoeg inspiratie opgeleverd. Toen hij Jamaica bezocht zei hij: "Als ik de oorlog overleef dan koop ik hier een huis en schrijf de ultieme spionageroman." In 1946 kocht hij een stuk grond in Oracabessa en liet daar Goldeneye Estate bouwen. Elk jaar overwinterde hij in het huis samen met zijn vrouw en schreef elke dag in een vast ritme. Pas als het boek af was las hij het over om zaken te verduidelijken. Zo kwam er elk jaar een nieuw boek of verhalenbundel. Veel situaties zouden geïnspireerd zijn op echte gebeurtenissen uit de oorlog. Het boek Casino Royale zou geïnspireerd zijn op een persoonlijke ervaring van Fleming tijdens een toevallige ontmoeting tussen Duitse en Engelse agenten in het casino van het Portugese Estoril. Hier probeerde men elkaar tijdens het pokerspel uit te horen en uiteraard van elkaar te winnen. Het gebruik van gadgets heeft hij waarschijnlijk overgenomen van de afdeling MD1, ook wel 'Churchill's toyshop' genoemd, waar met huis-, tuin- en keukenspullen nieuwe wapens werden ontwikkeld. De verhalen zijn doorspekt met details over auto's, voedsel, sigaretten en andere luxeartikelen; allemaal zaken waar Fleming zelf ook van hield, en die Bond een excentrieke spion maken die in de echte wereld natuurlijk veel te veel zou opvallen. In een aantal boeken vecht Bond tegen SMERSJ, maar om de Russen te vriend te houden bedacht Fleming SPECTRE. Wat betreft erotiek waren de boeken omstreden. Er komt geen seks in voor, maar het feit dat vrouwen zich gemakkelijk aan Bond geven maakte dat Fleming veel kritiek kreeg.

### Boeken van Ian Fleming
In Nederland werden veel vertalingen van Ian Fleming (her)uitgegeven in de Zwarte Beertjes-reeks van uitgeverij Bruna, met de typische omslagontwerpen van Dick Bruna.
| - 1953: Casino Royale (Casino Royale) - 1954: Live and Let Die (Moord onder water) - 1955: Moonraker (Hoog spel) - 1956: Diamonds Are Forever (Doden voor diamanten) - 1957: From Russia with Love (Veel liefs uit Moskou/De moordkuil van het hart) - 1958: Dr. No (Doctor No) - 1959: Goldfinger (De man met de gouden vingers) - 1960: Verhalenbundel For Your Eyes Only (Van een blik tot een moord): - From a View to a Kill (Van een blik tot een moord) - For Your Eyes Only (Voor uw ogen alleen) - Quantum of Solace (De kwantum solace theorie) - Risico (Risico) - The Hildebrand Rarity (De Hildebrand-rariteit) | - 1961: Thunderball (Kalm aan, Mr. Bond) - 1962: The Spy Who Loved Me (De spion die mij beminde) - 1963: On Her Majesty's Secret Service (In dienst van Hare Majesteit) - 1964: You Only Live Twice (Je leeft maar tweemaal) - 1965: The Man with the Golden Gun (De man met het gouden pistool) - 1966: Verhalenbundel Octopussy and The Living Daylights (Octopussy): - Octopussy (Octopussy) - The Living Daylights (Veel liefs uit Berlijn) - The Property of a Lady (Om het bezit van een dame) - 007 in New York (007 in New York) |

### Andere auteurs
Na de dood van Fleming in 1964 hebben acht andere auteurs geautoriseerde Bondromans geschreven: Kingsley Amis, Christopher Wood, John Gardner, Raymond Benson, Sebastian Faulks, Jeffery Deaver, William Boyd en Anthony Horowitz. Het recentste boek is Trigger Mortis, geschreven door Horowitz en gepubliceerd op 8 september 2015. Daarnaast verscheen de kinderboekenserie Young Bond van de auteur Charlie Higson, en schreef Samantha Weinberg onder het pseudoniem Kate Westbrook The Moneypenny Diaries: drie romans en twee korte verhalen rond het personage Miss Moneypenny.

## Verfilmingen

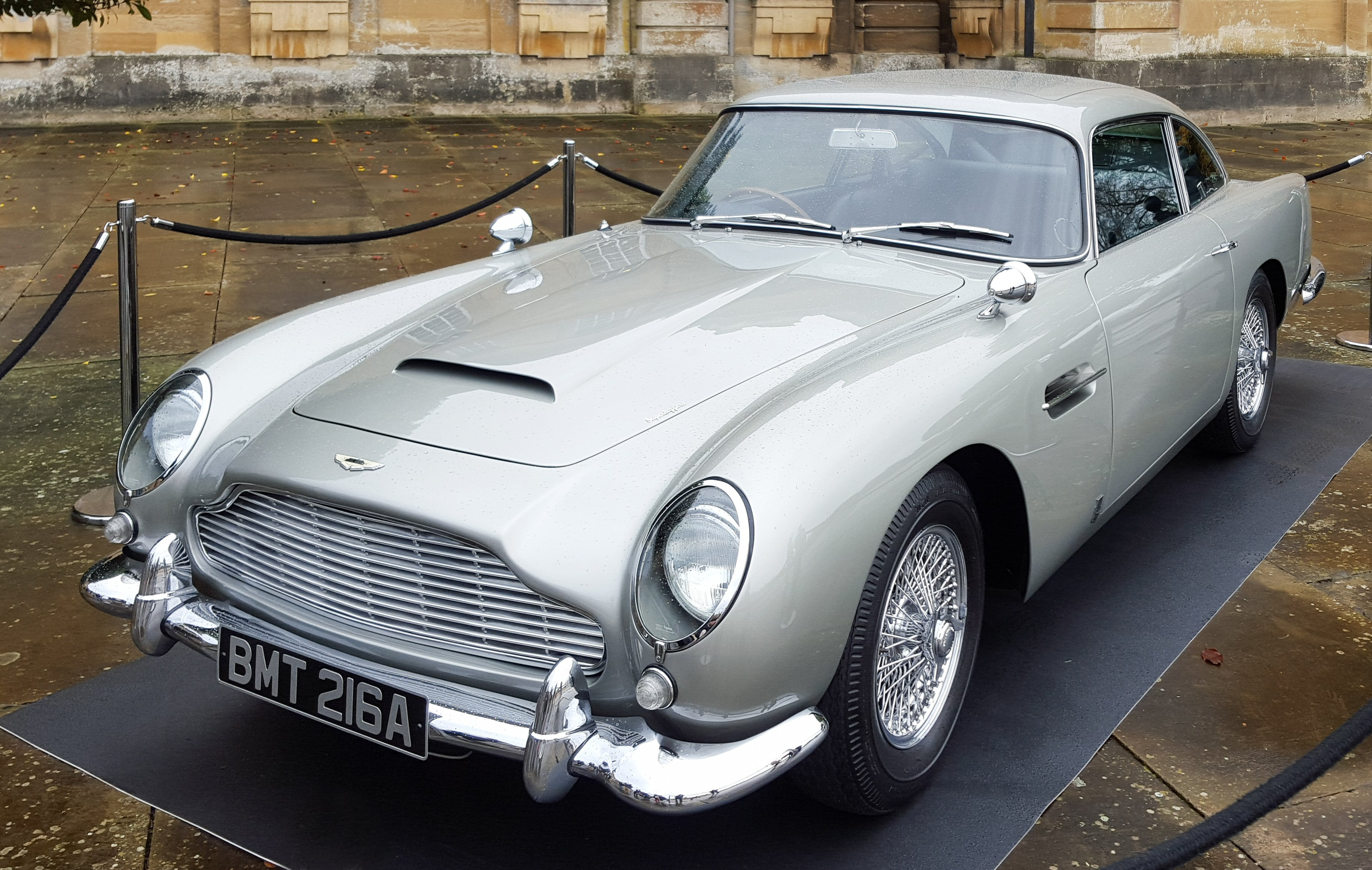
De Aston Martin DB5 dook voor het eerst op als auto van Bond in Goldfinger (1964), met een aantal gadgets: nummerplaten die met een druk op de knop veranderen, een schietstoel voor ongewenste passagiers, een kogelwerend scherm en een navigatiesysteem. In de films Thunderball (1965), GoldenEye (1995), Tomorrow Never Dies (1997), Casino Royale (2006), Skyfall (2012) en Spectre (2015) werd de auto opnieuw gebruikt.

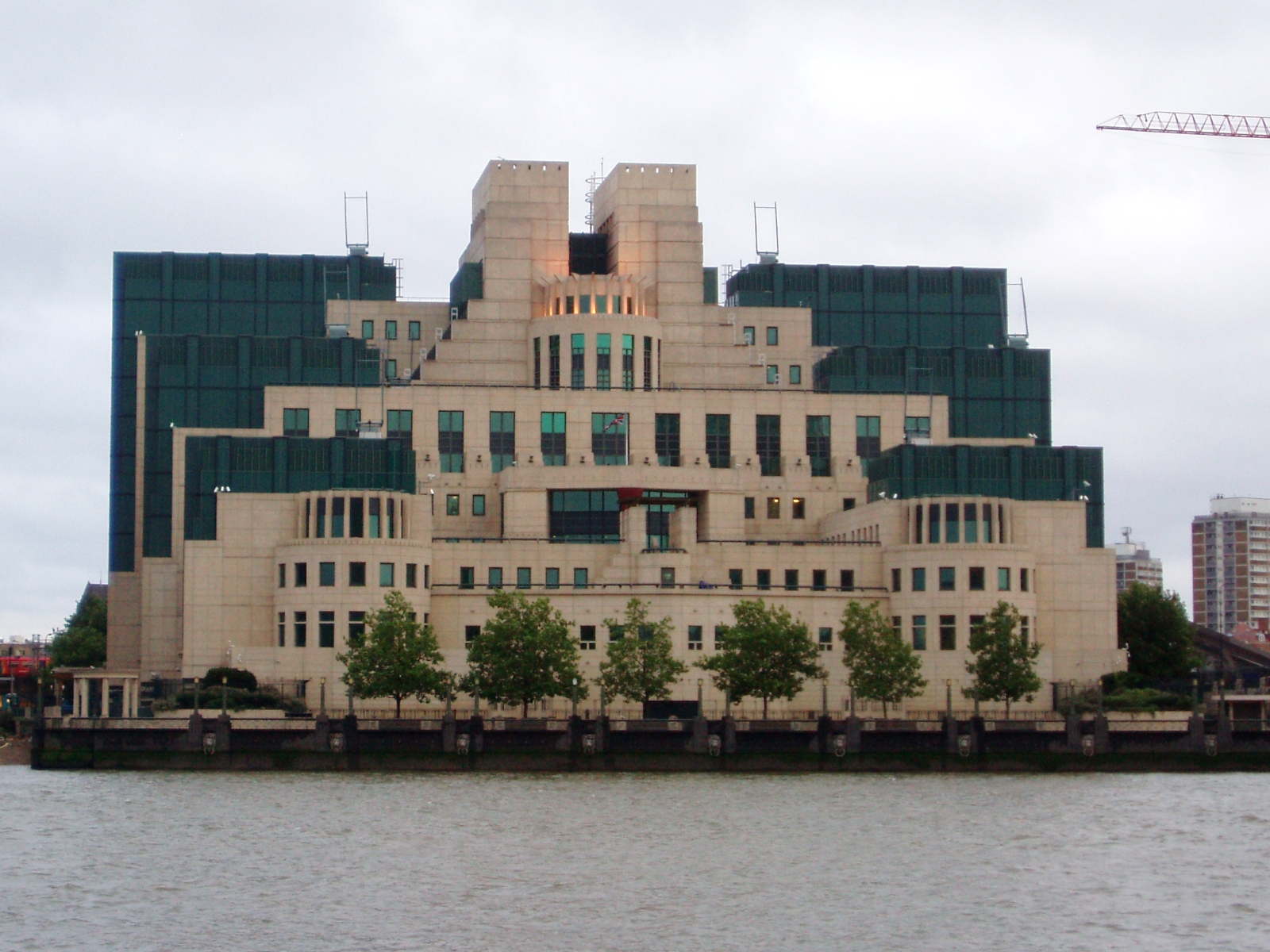
Het MI6-hoofdkantoor aan de Theems in Londen, te zien in de films GoldenEye (1995), Tomorrow Never Dies (1997), The World Is Not Enough (1999), Die Another Day (2002), Skyfall (2012) en Spectre (2015).

Fleming had grote moeite om zijn boeken verfilmd te krijgen. Uiteindelijk verkocht hij de filmrechten van de roman Casino Royale voor slechts 1.000 dollar aan het Amerikaanse CBS, waarna in 1954 de televisiebewerking Casino Royale werd gemaakt.
In 1961 kocht de Amerikaanse filmproducent Harry Saltzman een optie op de filmrechten op de romans van James Bond. Ook hem lukte het in eerste instantie niet om een filmmaatschappij over te halen om de boeken te verfilmen. Hierop richtte hij samen met Albert R. Broccoli een eigen filmmaatschappij op, genaamd EON Productions. Nu lukte het wel om een samenwerking met United Artists aan te gaan en de eerste film te produceren. Men had liever eerst Casino Royale verfilmd, maar de filmrechten lagen bij CBS, daarom werd de eerste film Dr. No, die in 1962 uitkwam. Voor de hoofdrol werd Sean Connery gekozen. United Artists wilde hier eerst niet aan, maar Saltzman en Broccoli zagen in Connery de juiste figuur, namelijk een geharde sexy antiheld waar je toch mee sympathiseert, en bleven achter hun keuze staan. Connery moest nog wel leren om zich op zijn gemak te voelen in de Britse upper class. Hij werd daarom op sleeptouw genomen langs chique gelegenheden en kleermakers in Londen wat resulteerde in een Bondacteur die zowel een stijlvolle gentleman als een geharde vechtersbaas is. Met Sean Connery werden uiteindelijk zes films gemaakt.
De derde film, Goldfinger uit 1964, wordt gezien als een van de beste Bondfilms ooit en ook een van de invloedrijkste. Veel typische elementen die in Goldfinger werden geïntroduceerd, kwamen in veel van de latere films terug, waaronder de zilvergrijze Aston Martin DB5. Ook commercieel vormde Goldfinger een duidelijk hoogtepunt in de serie.

### Strijd rond filmrechten

#### Thunderball
Rondom de vierde film, Thunderball, ontstond een strijd over het auteursrecht. Ooit kwamen de filmproducenten Jack Whittingham, Kevin McClory en Ian Fleming op de Bahama's om een filmscript te bedenken. Fleming besloot vervolgens om het script te herschrijven als roman, genaamd Thunderball. Toen EON Productions het boek wilde verfilmen, werd Fleming door McClory aangeklaagd wegens plagiaat. McClory won de rechtszaak en er werd een overeenkomst gesloten. De film mocht toch geproduceerd worden maar McClory zou als producent op de aftiteling genoemd worden. Tevens kreeg McClory het recht om het verhaal tien jaar later zelf te verfilmen. Vrij snel na de rechtszaak overleed Fleming, mogelijk door de stress die hij voelde toen Bond niet meer helemaal van hem was. Het leidde er ook toe dat men de organisatie SPECTRE na 1976 niet meer in de films mocht verwerken. Pas toen de filmrechten in 2013 volledig in handen van EON kwamen, werd de film Spectre gemaakt, waarin de organisatie terugkeerde.
In 1983 werd Thunderball nogmaals verfilmd, nu door Irvin Kershner voor Taliafilm, onder de titel Never Say Never Again. Producent Jack Schwartzman wist de inmiddels ouder geworden Sean Connery over te halen om de hoofdrol te spelen. De film kwam vier maanden later uit dan de door EON geproduceerde film Octopussy met Roger Moore. Dit werd wel gezien als een strijd tussen de twee Bonds waarbij beide producenten hun best deden om de meest spectaculaire film te maken.

#### Casino Royale
Ook om het auteursrecht van de roman Casino Royale is een strijd geweest. Fleming had het script ooit aan CBS verkocht en het tijdens zijn leven niet meer teruggekregen. Wel werden pokertafels een belangrijk element in de Bondfilms. In 1967 werd door Columbia Pictures de parodie Casino Royale geproduceerd. Rond de eeuwwisseling dreigde weer een concurrerende film uit te komen. Er volgde een rechtszaak waarna de filmrechten in handen kwamen van EON, die in 2006 de officiële Casino Royale uitbracht.

### Films van EON Productions
EON Productions werd in 1961 opgericht en produceert sindsdien de Bondfilms.
De eerste acht films waren boekverfilmingen waarbij het verhaal redelijk gevolgd werd. Vanaf de negende Bondfilm, The Man with the Golden Gun, begon men sterk van de verhaallijn af te wijken. Na elf films waren de boektitels op en resteerden alleen de titels van de korte Bondverhalen. Vanaf dat moment werden deze titels nog wel als filmtitel gebruikt, maar het script was dan niet meer gebaseerd op het oorspronkelijke verhaal. Wel werden de korte verhalen in de films verwerkt. Na vijftien films waren ook de titels van de korte verhalen gebruikt, op een paar onbruikbare titels na.
In 2018 begon de productie van de 25e Bondfilm, de laatste die geproduceerd zou worden door EON Productions. Daniel Craig speelde de rol van James Bond voor de vijfde keer. De regie was in handen van Cary Fukunaga, en de opnames begonnen in april 2019. De release van No Time to Die stond oorspronkelijk gepland voor november 2019, maar werd herhaaldelijk uitgesteld, onder andere wegens de coronapandemie. Uiteindelijk vond de wereldpremière plaats op 28 september 2021 in de Royal Albert Hall in Londen. De film was op datzelfde moment ook in Tuschinski in Amsterdam te zien voor de Nederlandse première.
| Film | Titel                           | Jaar | Regisseur          | James Bond     | Budget        | Opbrengst       | IMDb |
| ---- | ------------------------------- | ---- | ------------------ | -------------- | ------------- | --------------- | ---- |
| 1    | Dr. No                          | 1962 | Terence Young      | Sean Connery   | $ 1.100.000   | $ 59.600.000    | 7,3  |
| 2    | From Russia with Love           | 1963 | Terence Young      | Sean Connery   | $ 2.000.000   | $ 78.900.000    | 7,5  |
| 3    | Goldfinger                      | 1964 | Guy Hamilton       | Sean Connery   | $ 3.000.000   | $ 124.900.000   | 7,7  |
| 4    | Thunderball                     | 1965 | Terence Young      | Sean Connery   | $ 9.000.000   | $ 141.200.000   | 7,0  |
| 5    | You Only Live Twice             | 1967 | Lewis Gilbert      | Sean Connery   | $ 9.500.000   | $ 111.600.000   | 6,9  |
| 6    | On Her Majesty's Secret Service | 1969 | Peter Hunt         | George Lazenby | $ 7.000.000   | $ 87.400.000    | 6,8  |
| 7    | Diamonds Are Forever            | 1971 | Guy Hamilton       | Sean Connery   | $ 7.200.000   | $ 116.000.000   | 6,7  |
| 8    | Live and Let Die                | 1973 | Guy Hamilton       | Roger Moore    | $ 7.000.000   | $ 126.000.000   | 6,8  |
| 9    | The Man with the Golden Gun     | 1974 | Guy Hamilton       | Roger Moore    | $ 13.000.000  | $ 97.600.000    | 6,8  |
| 10   | The Spy Who Loved Me            | 1977 | Lewis Gilbert      | Roger Moore    | $ 14.000.000  | $ 185.400.000   | 7,1  |
| 11   | Moonraker                       | 1979 | Lewis Gilbert      | Roger Moore    | $ 34.000.000  | $ 210.300.000   | 6,3  |
| 12   | For Your Eyes Only              | 1981 | John Glen          | Roger Moore    | $ 28.000.000  | $ 194.900.000   | 6,8  |
| 13   | Octopussy                       | 1983 | John Glen          | Roger Moore    | $ 27.500.000  | $ 187.500.000   | 6,6  |
| 14   | A View to a Kill                | 1985 | John Glen          | Roger Moore    | $ 30.000.000  | $ 152.400.000   | 6,3  |
| 15   | The Living Daylights            | 1987 | John Glen          | Timothy Dalton | $ 30.000.000  | $ 191.200.000   | 6,7  |
| 16   | Licence to Kill                 | 1989 | John Glen          | Timothy Dalton | $ 32.000.000  | $ 156.200.000   | 6,6  |
| 17   | GoldenEye                       | 1995 | Martin Campbell    | Pierce Brosnan | $ 58.000.000  | $ 351.500.000   | 7,2  |
| 18   | Tomorrow Never Dies             | 1997 | Roger Spottiswoode | Pierce Brosnan | $ 110.000.000 | $ 333.011.068   | 6,5  |
| 19   | The World Is Not Enough         | 1999 | Michael Apted      | Pierce Brosnan | $ 175.000.000 | $ 361.832.377   | 6,4  |
| 20   | Die Another Day                 | 2002 | Lee Tamahori       | Pierce Brosnan | $ 195.000.000 | $ 431.971.116   | 6,1  |
| 21   | Casino Royale                   | 2006 | Martin Campbell    | Daniel Craig   | $ 210.000.000 | $ 616.502.912   | 8,0  |
| 22   | Quantum of Solace               | 2008 | Marc Forster       | Daniel Craig   | $ 230.000.000 | $ 589.580.482   | 6,6  |
| 23   | Skyfall                         | 2012 | Sam Mendes         | Daniel Craig   | $ 255.000.000 | $ 1.108.694.081 | 7,8  |
| 24   | Spectre                         | 2015 | Sam Mendes         | Daniel Craig   | $ 245.000.000 | $ 880.614.360   | 6,8  |
| 25   | No Time to Die                  | 2021 | Cary Fukunaga      | Daniel Craig   | $ 250.000.000 | $ 774.153.007   | 7,5  |

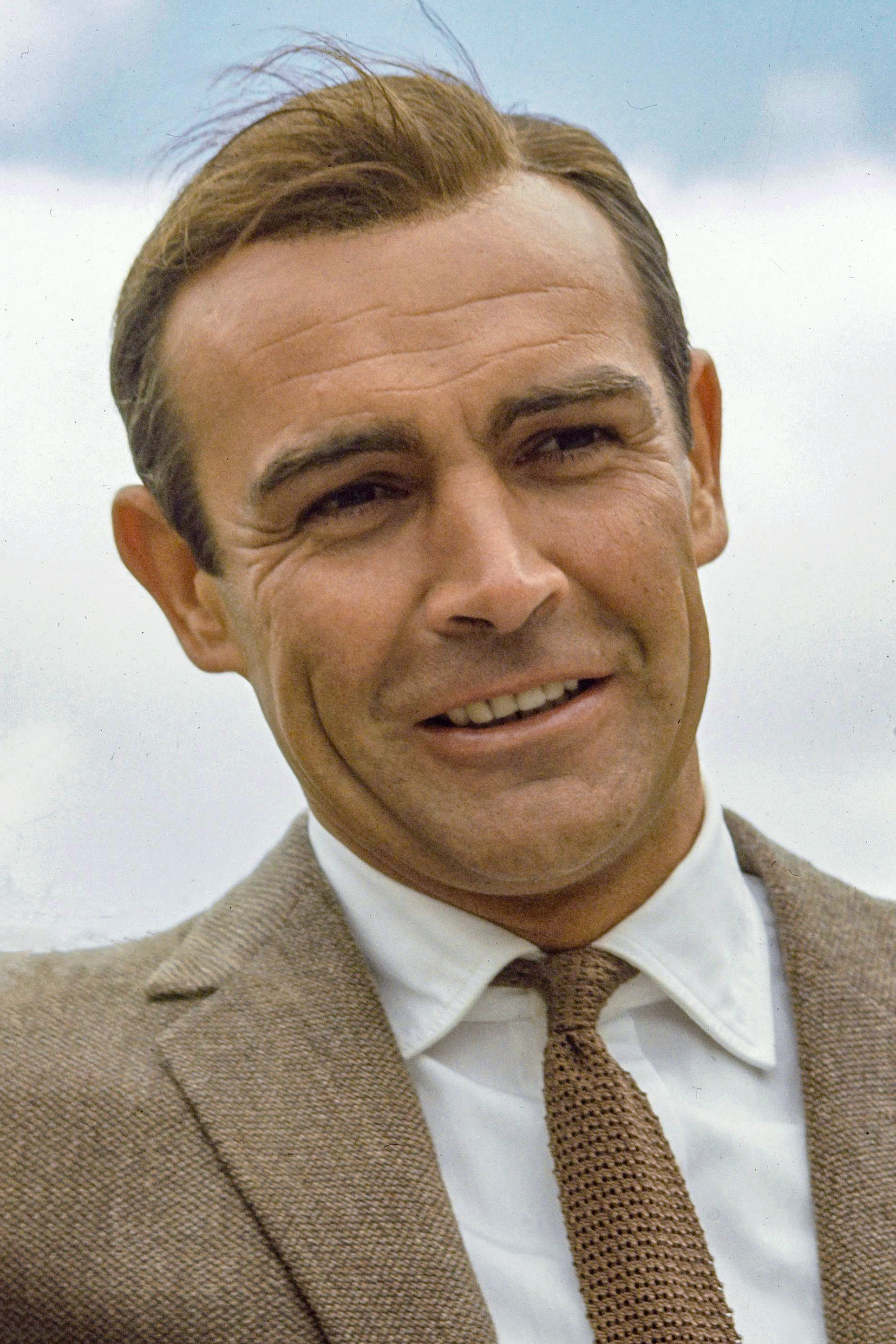
Sean Connery, de eerste Bond-vertolker, speelde Bond in zes van de EON Bondfilms (1962-1971)
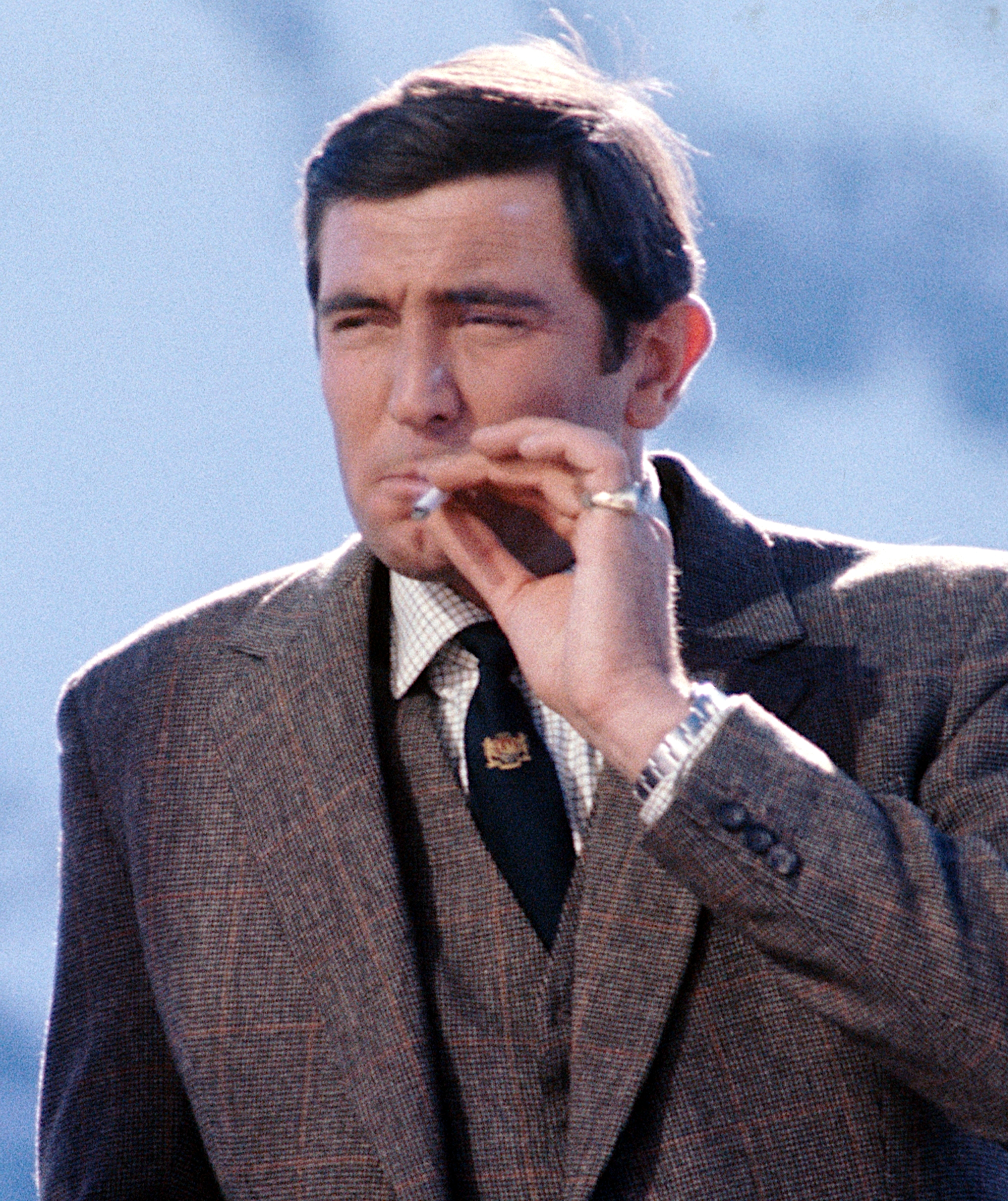
George Lazenby  speelde Bond in één film (1969)
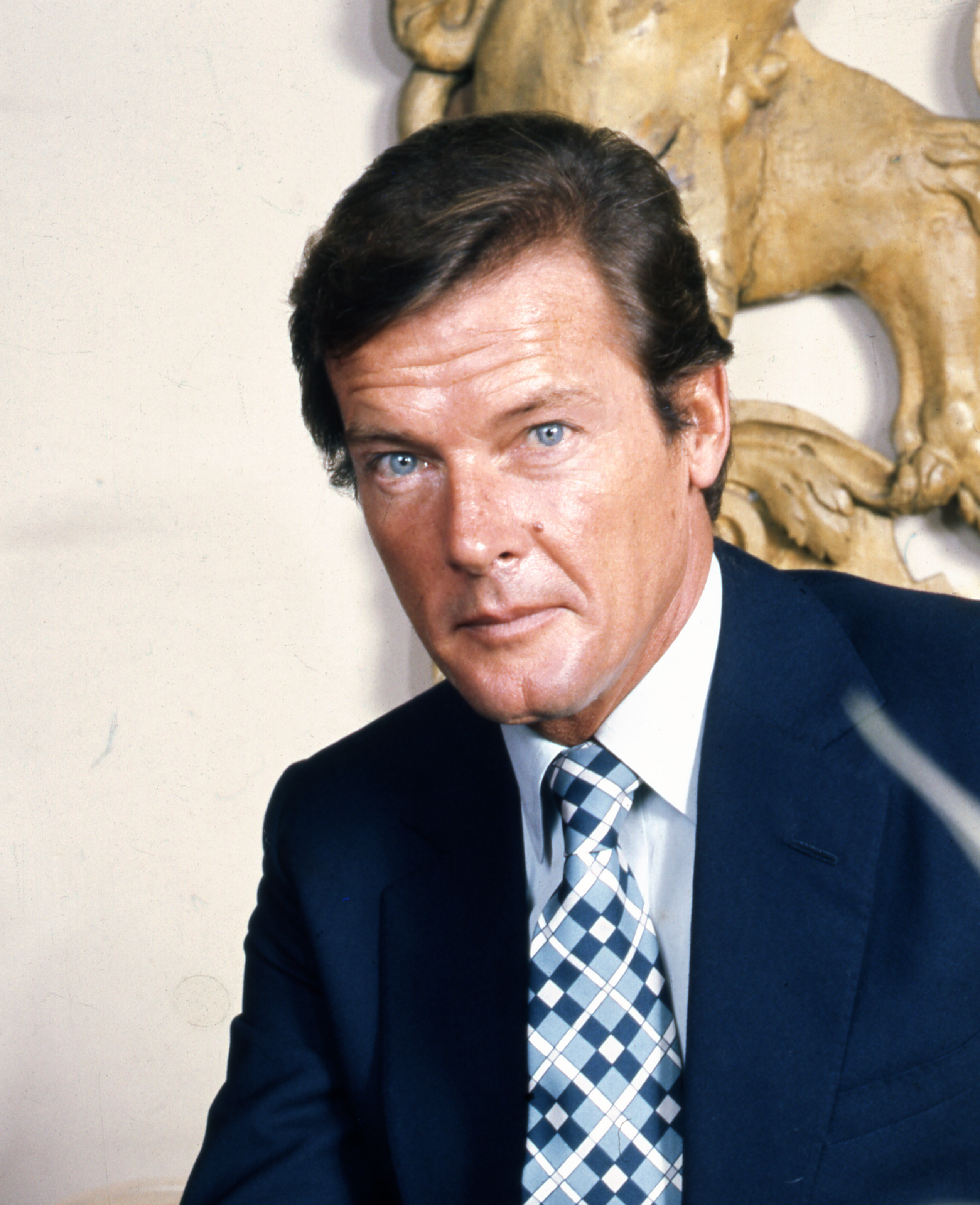
Roger Moore speelde Bond in zeven films (1973-1985)
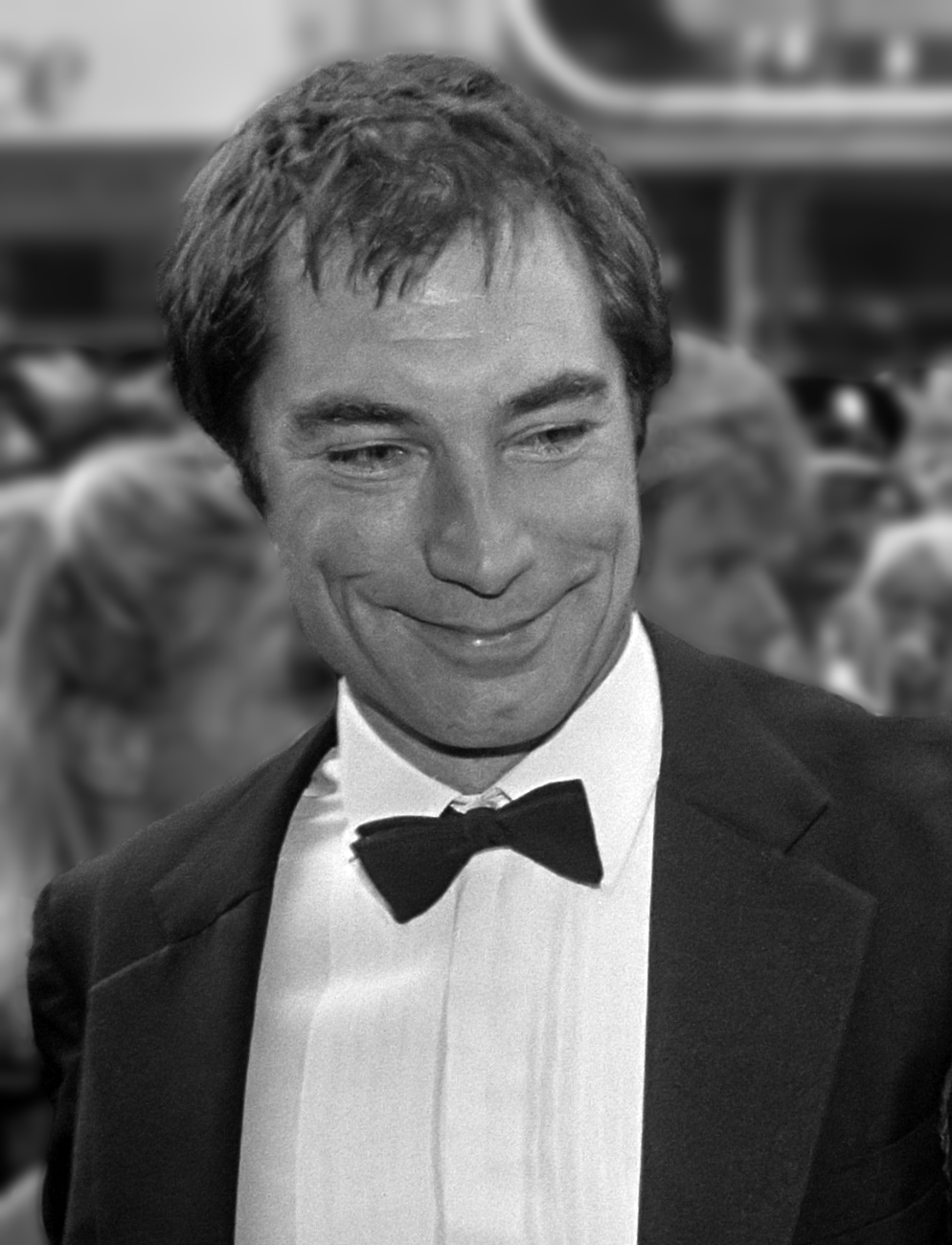
Timothy Dalton speelde Bond in twee films (1987-1989)
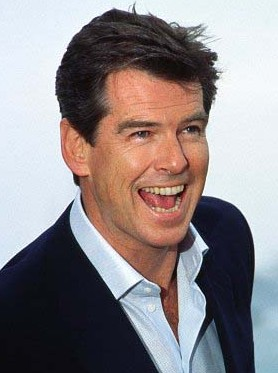
Pierce Brosnan speelde Bond in vier films (1995-2002)
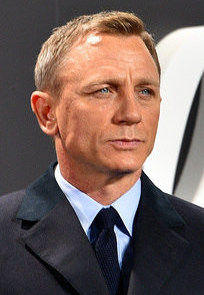
Daniel Craig speelde Bond in vijf films (2006-2021)

### Na de overname door Amazon
Op 23 februari 2025 werd bekend dat Amazon de creatieve controle over de 007-franchise zou krijgen. EON Productions, onder leiding van Michael G. Wilson en Barbara Broccoli, neemt daarmee afstand van het productieproces. Hoewel Wilson en Broccoli mede-eigenaren van de franchise blijven, zal Amazon MGM Studios na afronding van de transactie de creatieve leiding op zich nemen. Amy Pascal en David Heyman worden de nieuwe producenten van de eerstvolgende James Bondfilm. De vrouw van regisseur Denis Villeneuve, Tanya Lapointe, wordt uitvoerend producent.

#### Stijl
De Bondfilms deden het goed tijdens de Koude Oorlog. De eerste film, Dr. No, kwam uit op het hoogtepunt van de Cubacrisis, en John F. Kennedy zou gezegd hebben: "I wish I had James Bond on my staff." Ook al appelleerden de films aan de angst voor de Russen, toch gingen de films niet over de strijd tegen de Russen. Ook kregen de Russen, als ze er toch bij betrokken waren, een menselijk gezicht door te laten zien dat er ook aan hun kant mensen waren die een oorlog wilden voorkomen.
Elke film start met een speciaal gecomponeerd muziekstuk. Vaak werken grote artiesten mee aan die muziek, zoals Shirley Bassey, Paul McCartney, Tina Turner en Madonna. Voor Skyfall heeft Adele de titelsong ingezongen. Soms belanden deze titelsongs hoog in de hitlijsten, een voorbeeld daarvan is For Your Eyes Only van Sheena Easton. Het James Bond Theme (Dr. No) is een van de bekendste filmmuziekstukken. Het is waarschijnlijk gecomponeerd door John Barry, destijds als arrangeur in dienst van Monty Norman, maar hier is nogal wat onenigheid over geweest. Omdat Norman als componist was gecontracteerd, kwam alle muziek op zijn conto.
De verschillende vertolkers van James Bond hadden elk hun eigen stijl. In de films met Roger Moore werden de verhalen luchtiger, en maakte Bond steeds meer gebruik van gadgets. De vrees bestond dat de films een parodie van zichzelf zouden worden. Timothy Dalton zette zich er persoonlijk voor in om de Bondfilms weer in de geest van de boeken te maken. Hij las de boeken en zette een Bond neer die sterk overeenkwam met de persoon zoals Fleming die bedacht had. Na het einde van de Koude Oorlog werden er zes jaar lang geen films gemaakt. Met de films met Pierce Brosnan werd de nadruk meer gelegd op actie. De keuze voor Daniel Craig was binnen EON een omstreden keuze. De films met hem werden grimmiger, met koelbloedige moorden, maar Bond werd ook neergezet als iemand die kwetsbaar is en zijn gevoel toont. Hij werd aangepast aan de moderne tijd waarin hij moet vechten tegen een onzichtbare vijand.

#### Bondgirls
Een belangrijk element in de films zijn de bondgirls, sexy dames die soms aan de kant van Bond staan en de andere keer aan de kant van de vijand. Bond weet deze vrouwen bijna altijd te verleiden en dit bevestigt het beeld van Bond als onfeilbaar persoon. Het lukt hem niet altijd en soms deelt een bondgirl het bed met Bond om daarna toch zijn vijand te blijven. In de wat oudere films heeft Bond overigens wel een ruwe, vrouwonvriendelijke omgang met vrouwen. Hij zoent vrouwen vaak tegen hun zin of zet hen onder druk waarna ze zich aan hem geven. Iets wat in de latere films niet meer voorkomt.

### Andere verfilmingen
De volgende films zijn niet geproduceerd door EON Productions:
| Titel                 | Jaar | Regisseur(s)                                                                    | James Bond   | Budget       | Opbrengst     | IMDb | Opmerking                                        |
| --------------------- | ---- | ------------------------------------------------------------------------------- | ------------ | ------------ | ------------- | ---- | ------------------------------------------------ |
| Casino Royale         | 1954 | William H. Brown Jr.                                                            | Barry Nelson | $ 25.000     |               | 5,8  | Aflevering van de televisieserie Climax! van CBS |
| Casino Royale         | 1967 | Ken Hughes John Huston Joseph McGrath Robert Parrish Val Guest Richard Talmadge | David Niven  | $ 12.000.000 | $ 41.500.000  | 5,2  |                                                  |
| Never Say Never Again | 1983 | Irvin Kershner                                                                  | Sean Connery | $ 36.000.000 | $ 160.000.000 | 6,2  | Tweede verfilming van het boek Thunderball       |
| Happy and Glorious    | 2012 | Danny Boyle                                                                     | Daniel Craig |              |               | 8,3  | Korte film voor de Olympische Spelen uit 2012.   |

### Olympische film
Voor de openingsceremonie van de Olympische Zomerspelen 2012, die in Londen werden gehouden, maakte de BBC de korte James Bondfilm Happy and Glorious. De film werd geregisseerd door Danny Boyle. De rol van Bond werd gespeeld door Daniel Craig.
In de film wordt Bond naar Buckingham Palace geroepen om koningin Elizabeth II per helikopter naar het Olympisch stadion te begeleiden. Na afloop van de film verscheen de koningin ten tonele in het stadion om de Spelen officieel te openen.

### Documentaires
| Titel                                          | Jaar | IMDb | Opmerking                                                     |
| ---------------------------------------------- | ---- | ---- | ------------------------------------------------------------- |
| Everything or Nothing: The Untold Story of 007 | 2012 | 7,6  | Documentaire over het ontstaan van de James Bond-films        |
| Fleming: The Man Who Would Be Bond             | 2014 | 7,3  | Tv-serie over Ian Fleming en zijn inspiratie voor Bond        |
| Becoming Bond                                  | 2017 | 7,6  | Speelfilm over hoe George Lazenby de rol van James Bond kreeg |
| Being James Bond                               | 2021 | 7,4  | Documentaire over de carrière van Daniel Craig als James Bond |
| The Sound of 007                               | 2022 | 7,4  | Documentaire over de muziek van James Bond                    |

## Games
Sinds 1983 verschijnen er videospellen voor diverse spelconsoles zoals PlayStation en de pc met James Bond in de hoofdrol.
| Titel                   | Jaar | Uitgever        | Gezicht van Bond | Stem van Bond     |
| ----------------------- | ---- | --------------- | ---------------- | ----------------- |
| GoldenEye 007           | 1997 | Rare            | Pierce Brosnan   |                   |
| James Bond 007          | 1998 | Saffire         |                  |                   |
| Tomorrow Never Dies     | 1999 | Electronic Arts | Pierce Brosnan   | Adam Blackwood    |
| The World Is Not Enough | 2000 | Electronic Arts | Pierce Brosnan   | Adam Blackwood    |
| 007 Racing              | 2000 | Electronic Arts | Pierce Brosnan   | Tim Bentinck      |
| Agent Under Fire        | 2001 | Electronic Arts | Andrew Bicknell  | Andrew Bicknell   |
| Nightfire               | 2002 | Electronic Arts | Pierce Brosnan   | Maxwell Caulfield |
| Everything or Nothing   | 2003 | Electronic Arts | Pierce Brosnan   | Pierce Brosnan    |
| GoldenEye: Rogue Agent  | 2004 | Electronic Arts | Pierce Brosnan   | Jason Carter      |
| From Russia with Love   | 2005 | Electronic Arts | Sean Connery     | Sean Connery      |
| Quantum of Solace       | 2008 | Activision      | Daniel Craig     | Daniel Craig      |
| GoldenEye 007: Reloaded | 2010 | Activision      | Daniel Craig     | Daniel Craig      |
| Blood Stone             | 2010 | Activision      | Daniel Craig     | Daniel Craig      |
| 007 Legends             | 2012 | Activision      | Daniel Craig     | Timothy Watson    |

## Overige media
In 1958 werd voor het eerst stripverhaal over James Bond gepubliceerd. Het was gebaseerd op het boek Casino Royale, en stond in de krant de Daily Express. Deze strip werd getekend door Australiër John McLusky. Later werden ook originele verhalen van de Amerikaanse scenarist James Lawrence gebruikt. In 1965 werd McLusky vervangen als tekenaar door de Australiër Larry Horak. Horak veranderde de look van James Bond in de strip. Deze was niet meer gebaseerd op Sean Connery. Onder andere Kingsley Amis zorgde voor scenario's. De stripverhalen rond James Bond werden ook in andere landen gepubliceerd, zoals in Nederland in Het Parool en in Frankrijk in de krant France-Soir. Er zijn ook diverse stripboeken uitgegeven met verhalen gebaseerd op de films.
In 1991 verscheen er een tekenfilmserie getiteld James Bond Jr., rond het neefje van James Bond. Dit personage dook al eerder op in 1967 in de roman The Adventures of James Bond Junior 003½; de schrijver hiervan, onder het pseudoniem R.D. Mascott, is nooit bekendgeworden.

## Bond en Nederland/België

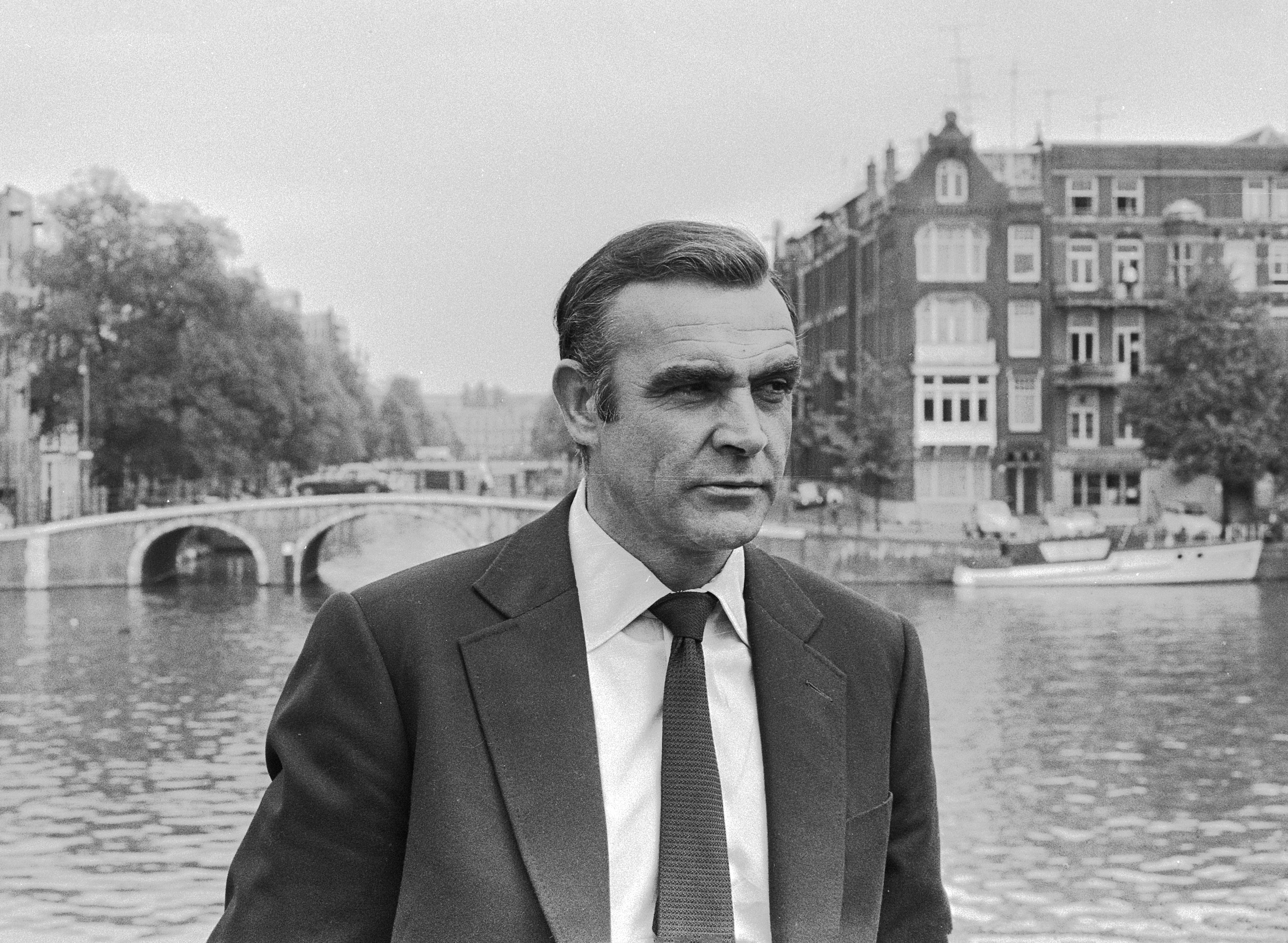
Sean Connery in 1971 als James Bond in Amsterdam, voor de film Diamonds Are Forever.

- De film Diamonds Are Forever uit 1971 is deels opgenomen in Amsterdam.
- De Nederlanders Jeroen Krabbé (The Living Daylights), Famke Janssen (GoldenEye) en Daphne Deckers (Tomorrow Never Dies) hebben een rol gespeeld in de filmreeks.
- De Nederlander Hans de Vries (artiestennaam van Hans Ernest Weerdmeester, die vervolgens vanaf eind jaren '70 de artiestennaam Luke Hanson gebruikte[40]) was een van de vijf finalisten voor de rol van Bond in On Her Majesty's Secret Service.[41]
- De Nederlandse kledingontwerpster Jany Temime ontwierp de kleding in Skyfall en Spectre (2015).
- De Nederlandse cameraman Hoyte van Hoytema was ingehuurd voor het camerawerk in de film Spectre (2015).
- De Vlaamse acteur Jan Decleir greep naast de rol van slechterik in The World Is Not Enough wegens andere verplichtingen.[42]

In Nederland is het de traditie dat de première van een nieuwe Bondfilm plaatsvindt in Theater Tuschinski, waarbij één of meer acteurs uit de film aanwezig zijn:
- Sean Connery, Pamela Salem en Saskia Cohen-Tanugi in 1983 voor de film Never Say Never Again.[43]
- Timothy Dalton en Jeroen Krabbé in 1987 voor de film The Living Daylights.
- Timothy Dalton in 1989 voor de film Licence to kill.[44]
- Pierce Brosnan, Famke Janssen en Martin Campbell in 1995 voor de film GoldenEye.
- Pierce Brosnan, Desmond Llewelyn en Daphne Deckers in 1997 voor de film Tomorrow Never Dies.
- Desmond Llewelyn en Denise Richards in 1999 voor de film The World Is Not Enough.
- Eva Green in 2006 voor de film Casino Royale.
- Olga Kurylenko in 2008 voor de film Quantum of Solace.
- Bérénice Marlohe in 2012 voor de film Skyfall.
- Michael G. Wilson, Léa Seydoux en Dave Batista in 2015 voor de film Spectre.

## Wetenswaardigheden
- James Bond is gemeengoed geworden en van grote invloed op het spionagegenre geweest. Vanwege de vele opvallende kenmerken van de Bondfilms zijn deze films in meerdere andere films geparodieerd, waaronder in de Austin Powers-films met Mike Myers, Johnny English met Rowan Atkinson en, langer geleden, het hierboven genoemde Casino Royale (1967) van de regisseurs Val Guest en Ken Hughes met onder anderen Peter Sellers, David Niven, Woody Allen en Jean-Paul Belmondo.
- Voor Sean Connery als Bond werd gekozen, werd een tijd aan David Niven gedacht als hoofdrolspeler.
- Connery begon vanaf zijn 21e al haar te verliezen en heeft daarom in alle James Bond-films een toupet op gehad.
- In de eerste film, Dr. No, werd Sylvia Trench als bondgirl geïntroduceerd. Het idee was dat Bond haar in elke film zou ontmoeten en in de zesde en laatste film met haar zou trouwen. Dit idee werd na de tweede film losgelaten.
- In de boeken hebben de geheim agenten met een vergunning om te doden een nummer dat begint met '00'. Dit had Fleming afgeleid van het gebruik binnen de Engelse Admiraliteit om tijdens de oorlog de geheimste codes vooraf te laten gaan van een dubbele nul. De dubbele nul heeft dus niets met de werkelijkheid te maken maar werd door veel lezers aangenomen als echt.[8]